# Циклам
Циклам (англ. cyclam; 1,4,8,11-тетраазациклотетрадекан) — макроциклическое соединение из класса циклических полиаминов, лиганд, способный связывать металлы. По структуре близок к циклену. 

## Применение в медицине
Способность циклама к сильному взаимодействию с некоторыми металлами используется во многих биологических и медицинских исследованиях. Комплексы циклама и некоторых производных с радиоизотопами металлов используются в диагностике. 